# Elena Mango
Elena Mango (* 21. April 1967 in Genf) ist eine Schweizer Klassische Archäologin.

## Leben
Mango wuchs in Genf,  Hamburg und Urdorf auf und studierte an der Universität Zürich Klassische Archäologie, Kunstgeschichte und Informatik. Nach dem Lizenziat wurde sie wissenschaftliche Assistentin am Archäologischen Institut der Universität Zürich bei Hans Peter Isler. 1997 wurde sie promoviert. Seit 2000 war sie Kuratorin der Archäologischen Sammlung der Universität Zürich, 2007 wurde sie habilitiert und zur Privatdozentin für Klassische Archäologie ernannt. Seit dem 1. Januar 2011 ist sie ordentliche Professorin für Archäologie des Mittelmeerraums an der Universität Bern.